# Live Two
Live Two – koncertowy album Coil, dokumentujący występ grupy 15 września 2001 w DK Gorbunova w Moskwie. Album jest trzecim z serii czterech, uzupełnionej przez Live Four, Live Three i Live One. Wszystkie cztery zostały także wydane w box secie The Key to Joy Is Disobedience.
Utwór "Something" w wersji studyjnej znany był z Musick to Play in the Dark Vol. 2. "Higher Beings Command" i "The Green Child" wydano na Constant Shallowness Leads To Evil. "Amethyst Deceivers" pojawił się na singlu Autumn Equinox. "What Kind Of Animal Are You?" nigdy nie został nagrany w studio, przypomina jednak utwór "For Us They Will" z Gold Is the Metal with the Broadest Shoulders. "Blood From The Air" znany jest z albumu Horse Rotorvator. Podkład muzyczny finałowego "Constant Shallowness Leads to Evil" pochodzi z drugiej połowy tak samo zatytułowanego albumu, podczas gdy tekst częściowo został wzięty z utworu "Tunnel of Goats".
Oficjalne wydawnictwo VHS dokumentujące ten sam koncert wydano pod tytułem Live In Moscow.
Podczas nagrania albumu Coil tworzyli: John Balance, Peter Christopherson, Thighpaulsandra i Tom Edwards.
Album jest dostępny w formacie CD za pośrednictwem oficjalnej strony Coila, Thresholdhouse.com.

## Spis utworów
1. "Something/Higher Beings Command" – 8:45
2. "Amethyst Deceivers" – 6:32
3. "What Kind Of Animal Are You?" – 8:53
4. "Blood From The Air" – 5:35
5. "The Green Child" – 7:56
6. "Constant Shallowness Leads To Evil" – 17:11